# 1994年加利福尼亚州第187号提案
加利福尼亚州第187号提案（英語：California Proposition 187）也被称为拯救吾州倡议（英語：Save Our State (SOS) initiative），是1994年的一项投票倡议，旨在建立一个由州政府主导的筛查系统，以禁止非法移民享用加利福尼亚州所提供的非紧急医疗保健及公共教育等多项服务。该提案于1994年11月8日获投票通过，但在第二天便被起诉，随后于11月11日被联邦地区法院裁定为违宪。1998年，格雷·戴维斯州长终止了此项裁决在州一级的上诉。
第187号提案体现了加州民众对非法移民问题的担忧。尽管不少反对者认为此项提案完全是处于对拉丁裔及亚裔非法移民的歧视，但支持者称其担忧多处于经济层面，政府无力对如此巨量的非法移民提供公共服务。根据加州立法分析办公室后来的说法，筛查非法移民的成本实则远超此项提案所带来的财政节流。随着加州移民数量的不断增多，加州共和党对第187号提案的支持使其日渐式微。

## 时代背景
加利福尼亚州在1994年时预计有130万名非法移民，越来越多的加州纳税人担忧继续为这些非法移民提供公共服务将会造成大量的财政支出。来自蒙罗维亚的共和党籍议员迪克·芒乔伊向加州议会提出了这项提案，并将其称为“拯救吾州倡议”。由于此项提案收集到了足够的签名，使其在1994年11月8日的中期选举中得以出现在选票上。此项提案是20世纪90年代初期提交给加州议会的若干项移民提案之一，此项提案在民意调查中得到了广泛的支持。这一提案在1994年7月时支持率超出反对率大约37个百分点，到了9月时为62%比29%。据此项提案的支持者估计，加州每年在非法移民身上的花费超过了30亿美元，其中半数用在了他们的子女教育上。
时任共和党籍州长皮特·威尔逊是此项提案的支持者，而这一提案后来成为了他在1998年州长选举中与民主党籍候选人凯瑟琳·布朗对决以求连任时的主要议题。他在其第一任期内面临支持率落后的窘境，据民调显示他曾落后于布朗20个百分点。有评论员指出，威尔逊对该提案的支持是其实现连任的主要原因。威尔逊在选举的前几天曾表示，如果第187号提案获得通过，他将要求所有州和地方政府雇员向总检察长办公室报告可疑的非法移民，而同时竞选连任的州检察长丹·兰格伦则在选举后表示会立刻执行紧急条例以实施此项提案。
在1994年联邦参议员选举期间，现任议员黛安娜·范斯坦与其挑战者迈克尔·赫芬顿皆对非法移民持强硬态度。据他们各自透露，双方皆曾在家政服务中雇佣非法移民。但与范斯坦不同的是，赫芬顿在《1986年移民改革和控制法》出台后雇佣了一名非法移民为管家，这一违法行为最终导致范斯坦以微弱优势成功连任。
时任美国总统比尔·克林顿则呼吁加州民众反对此项提案，并将其视为联邦移民政策的障碍。他称“（加州）民众想要减少非法移民的想法并无错误”，但克林顿亦希望选民允许联邦政府“继续做我们正在做的事情”。克林顿在1994年11月时对此项提案提出了公开批评，指责其绝非解决非法移民问题的“答案”。
在投票的前几天，拉丁裔学生在全州范围内组织了针对第187号提案的大规模抗议活动，包括针对高中的大规模抵制。他们在抗议时挥舞着墨西哥国旗，但批评者认为这一举动只会适得其反。
在11月8日的投票中，该提案以59%的赞成率得以通过。根据《洛杉矶时报》的出口民调显示，大约有63%的非拉丁裔白人选民以及23%的拉丁裔选民支持此项提案。而在亚裔及非裔选民中，支持及反对此项提案的选民各占一半。当时加州有57%的居民为非拉丁裔白人，但在1994年选举中占总投票者的81%，反观拉丁裔人口占总人口数的26%，但在所有投票者中仅8%为拉丁裔。在此次投票中有78%的共和党人和62%的独立人士投票支持此项提案，而在民主党中有64%反对此提案。
第187号提案的第一节对该提案进行了如下介绍：

加州民众做出如下声明：
加州常有非法入境者，且民众苦其久矣且经济亦遭其害。政府理当庇护民众，免遭其荼毒。

## 关键条款
第187号提案含有以下关键条款：
1. 当执法人员怀疑被捕者为非法移民时，必须对其身份进行调查。一旦找到坐实其为非法移民的证据，则必须向加利福尼亚州总检察长及美国移民及归化局汇报此事。此外，执法人员必须明确告知被捕者的身份为非美国公民。
2. 任何地方政府不得阻挠此项提案的执行。
3. 当政府公务人员怀疑福利的申请者为非法移民时，必须向执法机关做出书面汇报。

## 延伸阅读
- Alvarez, R. Michael, and Tara L. Butterfield. "The resurgence of nativism in California? The case of Proposition 187 and illegal immigration." Social Science Quarterly (2000): 167-179. online （页面存档备份，存于）
- Balin, Bryan J. "State Immigration Legislation and Immigrant Flows: An Analysis: （页面存档备份，存于） School of Advanced International Studies (SAIS) (2008) pp 1-20.
- Bosniak, Linda S. "Opposing Prop. 187: Undocumented immigrants and the national imagination." Connecticut Law Review  28 (1995): 555+ online.
- Garcia, Ruben J. "Critical race theory and Proposition 187: The racial politics of immigration law." ChiCano-Latino Law Review 17 (1995): 118+ online （页面存档备份，存于）.
- Jacobson, Robin Dale. The new nativism: Proposition 187 and the debate over immigration (U of Minnesota Press, 2008) online （页面存档备份，存于）.
- Lee, Yueh-Ting, Victor Ottati, and Imtiaz Hussain. "Attitudes toward “illegal” immigration into the United States: California Proposition 187." Hispanic Journal of Behavioral Sciences 23.4 (2001): 430-443. online （页面存档备份，存于）
- Mailman, Stanley. "California's Proposition 187 and Its Lessons" （页面存档备份，存于）. New York Law Journal, (1995)
- Martin, Philip. "Proposition 187 in California." International Migration Review 29.1 (1995): 255-263.
- Ono, Kent A., and John M. Sloop. Shifting borders: Rhetoric, immigration, and California's Proposition 187 (Temple University Press, 2002) online （页面存档备份，存于）.
- Wroe, Andrew.  The Republican Party and Immigration Politics: From Proposition 187 to George W. Bush. (Palgrave, 2008). （页面存档备份，存于）